# Tan Hong Djien
Tan Hong Djien (1916. január 12. – ?) holland-indiai válogatott kínai származású indonéz labdarúgócsatár. Az első ázsiai válogatott tagja, amely világbajnokságon szerepelt.

## Pályafutása
A Tiong Hoa Soerabaja csapatának a labdarúgója volt. Részt vett az 1934-es távol-keleti játékokon és a torna mind a három mérkőzésén a pályára lépett és egy gólt szerzett. 1938. májusában a franciaországi világbajnokságra utazó keret tagja volt. A keret először Hollandiában töltött hosszabb időt és két előkészületi mérkőzésen szerepelt holland klubcsapatok ellen (HBS Deen Haag, HFC Harleem). 1938. június 5-én Reims-ben pályára lépett a magyar válogatott ellen világbajnokság nyolcaddöntőjében, ahol 6–0-s vereséget szenvedett a csapatával és búcsúzott a további küzdelemtől. Június 26-án Amszterdamban a holland válogatott ellen léptek pályára barátságos mérkőzésen és 9–2-es vereséget szenvedtek. Tan Hong Djien összesen öt alkalommal szerepelt a holland-indiai válogatottban és egy gólt szerzett. Ő az egyetlen olyan labdarúgó, aki Holland-India összes hivatalos mérkőzésén pályára lépett.

## Mérkőzései a válogatottban
| Holland India | Holland India    | Holland India | Holland India  | Holland India | Holland India | Holland India        | Holland India | Holland India |
| #             | Dátum            | Helyszín      | Hazai          | Eredmény      | Vendég        | Kiírás               | Gólok         | Esemény       |
| ------------- | ---------------- | ------------- | -------------- | ------------- | ------------- | -------------------- | ------------- | ------------- |
| 1.            | 1934. május 13.  | Manila (PHI)  | Holland India  | 7 – 1         | Japán         | távol-keleti játékok | 1             | 27'           |
| 2.            | 1934. május 14.  | Manila (PHI)  | Kína           | 2 – 0         | Holland India | távol-keleti játékok | -             |               |
| 3.            | 1934. május 19.  | Manila        | Fülöp-szigetek | 3 – 2         | Holland India | távol-keleti játékok | -             |               |
| 4.            | 1938. június 5.  | Reims (FRA)   | Magyarország   | 6 – 0         | Holland India | vb-nyolcaddöntő      | -             |               |
| 5.            | 1938. június 26. | Amszterdam    | Hollandia      | 9 – 2         | Holland India | barátságos           | -             |               |
|               | Összesen         |               |                | 5             | mérkőzés      |                      | 1             | gól           |